# ...And Found (Izgubljeni)
„...And Found” je peta epizoda druge sezone televizijske serije Izgubljeni i sveukupno 30. epizoda kompletne serije. Režirao ju je Stephen Williams, a napisali su je Carlton Cuse i Damon Lindelof. Prvi puta se emitirala 19. listopada 2005. godine na televizijskoj mreži ABC. 
Sun-Hwa Kwon (Yunjin Kim) traga za svojim nestalim vjenčanim prstenom; u međuvremenu Michael Dawson (Harold Perrineau) samostalno odlazi u potragu za otetim sinom. Glavni likovi radnje epizode su Sun i Jin-Soo Kwon (Daniel Dae Kim).

## Radnja

### Prije otoka
Sun je u Južnoj Koreji i nalazi se na prvom spoju s čovjekom s kojim već ima ugovoreni brak - Jaem Leejem - za kojeg otkriva da je bogat, obrazovan i šarmantan. U međuvremenu, Jin se priprema za ozbiljan intervju za posao u hotelu. Njegov cimer govori mu da će Jin uskoro pronaći ljubav te zagonetno dodaje da će boja te ljubavi biti narančasta. Tijekom intervjua osoba koja mu treba dati posao, gospodin Kim, vrijeđa Jina i govori mu da je obična seljačina koja smrdi na ribu, ali ga svejedno zapošljava na radno mjesto vratara u hotelu istaknuvši mu da nikada ne smije pustiti u hotel nekoga tko liči na njega (Jina). Sun i Jae nastavljaju se viđati te svoj sljedeći spoj dogovaraju u hotelu u kojem Jin radi, a kojeg Jaeva obitelj drži u vlasništvu. Sun krene prema ulazu u hotel, ali ju Jin ne vidi zbog toga što joj se klanja dok joj otvara vrata. Tijekom razgovora, Jae odjednom otkriva svoje planove da namjerava oženiti ženu koju je upoznao u Americi te da se viđao sa Sun samo kako bi zadovoljio svoje roditelje. Premda je očigledno razočarana, Sun mu poželi sve najbolje i ode. Za to vrijeme, siromašno odjeveni otac i njegov mali sin dolaze do ulaza u hotel i mole Jina da ih pusti, jer dečko hitno mora na zahod. Jin ih nevoljko pušta unutra, a iz pozadine cijelu situaciju gleda gospodin Kim koji uskoro dođe Jinu i počne mu prigovarati. Jin istoga trenutka daje otkaz. Kasnije, hodajući mostom Jin prođe pokraj žene u narančastoj haljini. Gledajući za njom samo se nasmiješi i klima glavom te se okrene i u tom trenutku se sudari direktno sa Sun koja također hoda mostom. Dvoje budućih supružnika tada se upoznaju po prvi puta. 

### Na otoku
Na plaži Sun otkriva da je izgubila vjenčani prsten. Jack Shephard (Matthew Fox) nudi joj se za pomoć u pronalaženju prstena, ali Sun ga obija. Kasnije dok Sun gnjevno uništava svoj vrt, John Locke (Terry O'Quinn) dolazi do nje. Sun mu govori da se ne sjeća je li Johna ikada vidjela ljutitog. John se nasmije i odgovara joj da je prije dolaska na otok zna često biti izrazito ljut. Sun ga upita zašto više nije ljut, a on joj odgovara da više nije izgubljen. 
Kada Kate Austen (Evangeline Lilly) pokušava utješiti Sun ona joj govori da su pronašli bocu s porukama na obali te da ju je ona zakopala. Odluče iskopati bocu, a Kate postane uznemirena i započne čitati sve poruke. Sun je zaustavi i kaže joj da su poruke privatne. Kate joj na to odgovara da se nikada nije oprostila s Jamesom „Sawyerom” Fordom (Josh Holloway). Nakon toga pogleda u pijesak i njih dvije pronađu prsten od Sun.
U međuvremenu Jin, Michael, Sawyer i ostali preživjeli iz repa aviona - Ana Lucia Cortez (Michelle Rodriguez), Mr. Eko (Adewale Akinnuoye-Agbaje), Libby Smith (Cynthia Watros), Bernard Nadler (Sam Anderson) i Cindy Chandler (Kimberley Joseph) odluče se vratiti na sigurniju stranu otoka. Međutim, Michael naglo ode u potragu za Waltom (Malcolm David Kelley). Jin i Eko krenu ga tražiti dok ostali preživjeli polagano kreću prema drugoj strani otoka.
Dok pokušavaju pronaći Michaela, Jina napada divlji vepar. Tijekom pada usred napada vepra, Jin otkriva tijelo još jednog preživjelog (Brett Cullen) kojem oružje kojim je ubijen još uvijek strši iz mrtvih prsa. Eko potvrđuje da je njegovo ime bilo „Goodwin”. Jin ga upita je li on bio jedan od Drugih na što Eko potvrdno klimne glavom. Eko pronađe svježe tragove i kaže Jinu da oni pripadaju Michaelu. Nekoliko trenutaka kasnije Eko osjeti da netko dolazi. On i Jin se skrivaju u grmlju te promatraju nepoznate ljude koji u izrazitoj tišini hodaju jedni iza drugih. Kamera je postavljena tako da gledatelji vide samo noge Drugih; svi su bosi, prljavi, a izgleda da jedan od njih nosi malog plišanog medvjedića na užetu. Kasnije, Eko i Jin pronađu Michaela. Eko ga uspješno nagovori da se vrati grupi rekavši mu da neće pronaći Druge osim ako oni ne žele biti pronađeni. 

## Gledanost
Epizodu ...And Found gledalo je 21.38 milijuna Amerikanaca.

## Vanjske poveznice
- „...And Found” na ABC-u